# Lijst van weg- en veldkapellen in Zundert
Dit is een onvolledige lijst van veldkapellen in de gemeente Zundert. Kapelletjes komen vooral in het zuiden van Nederland voor en werden dikwijls gebouwd ter verering van een heilige.
| Kapel                                             | Adres                                                | Plaats             | Bouwperiode  | Architect | Foto |
| ------------------------------------------------- | ---------------------------------------------------- | ------------------ | ------------ | --------- | ---- |
| Sint-Antoniuskapel                                | Klein Zundertseweg 5                                 | Klein-Zundert      | 1880         |           |      |
| Onze-Lieve-Vrouw van Brabantkapel                 | Ettenseweg                                           | Rijsbergen         | 1945         |           |      |
| Onze-Lieve-Vrouw in 't Zandkapel                  | Tiggeltseberg                                        | Rijsbergen         | 1946         |           |      |
| Onze-Lieve-Vrouw van de Oekelkapel                | Schriekenweg-Oekelsestraat-Gelderdonksestraat        | Rijsbergen         | 1944-1945    | Oomen     |      |
| Onze-Lieve-Vrouw ter Mastkapel                    | Klein Oekelsestraat-Oekelsestraat                    | Rijsbergen         | 1933 en 1941 |           |      |
| Maria, Middelares Aller Genadekapel               | Zwart Moerken                                        | Rijsbergen         | 1947-1948    |           |      |
| Onze-Lieve-Vrouw van Altijddurende Bijstandskapel | Kruispad-Oude Trambaan-Overosebaan-Noordhoeksestraat | Rijsbergen         | 1941-1942    |           |      |
| Onze-Lieve-Vrouw van Fatimakapel                  | Lange Dreef-Kaarschotsestraat                        | Rijsbergen         | 1943         |           |      |
| Onze-Lieve-Vrouw van de Mostenkapel               | Paandijksestraat                                     | Rijsbergen         | 1945         | Oomen     |      |
| Onze-Lieve-Vrouw van de Zeven Smartenkapel        | Hazeldonksestraat                                    | Rijsbergen         | 1942         | Oomen     |      |
| Onze-Lieve-Vrouw van de Rozenkranskapel           | Breedschotsestraat-Oekelseheidestraat                | Rijsbergen         | 1946         |           |      |
| Onze-Lieve-Vrouw van den Elzentakkapel            | Tiggeltsestraat-Pannenhoefsebaan                     | Rijsbergen-Tiggelt | 1935         |           |      |
| Mariakapel                                        | Gaardsebaan                                          | Zundert            | 1958         |           |      |
| Onze-Lieve-Vrouwekapel (Kloostertuin)             | Rucphenseweg                                         | Zundert            | 1950         |           |      |
| Sint-Willibrorduskapel                            | Kerkhofstraat                                        | Zundert            | Ca. 1972     |           |      |